# Corinne Imlig
Corinne Imlig (* 7. September 1979 in Schwyz) ist eine ehemalige Schweizer Skirennfahrerin.
Am 5. März 2000 gewann die 20-Jährige mit der Startnummer 33 überraschend die Abfahrt in Lenzerheide vor Petra Haltmayr und den zeitgleichen Olesja Alijewa und Renate Götschl. Begünstigt war dieser Sieg allerdings von immer besser werdenden Wetterverhältnissen. Nicht zuletzt wegen zahlreicher Verletzungen – der Bruch eines Halswirbels setzte ihr zu – konnte sie im Anschluss dieses Resultat nicht annähernd bestätigen. Im Juni 2005 gab sie nach Differenzen mit dem Verband ihren Rücktritt bekannt.
Heute arbeitet sie als Polizistin.